# 9133 д'Арре
9133 д'Арре (9133 d'Arrest) — астероїд головного поясу, відкритий 25 вересня 1960 року.
Тіссеранів параметр щодо Юпітера — 3,346.